# Suchý vrch

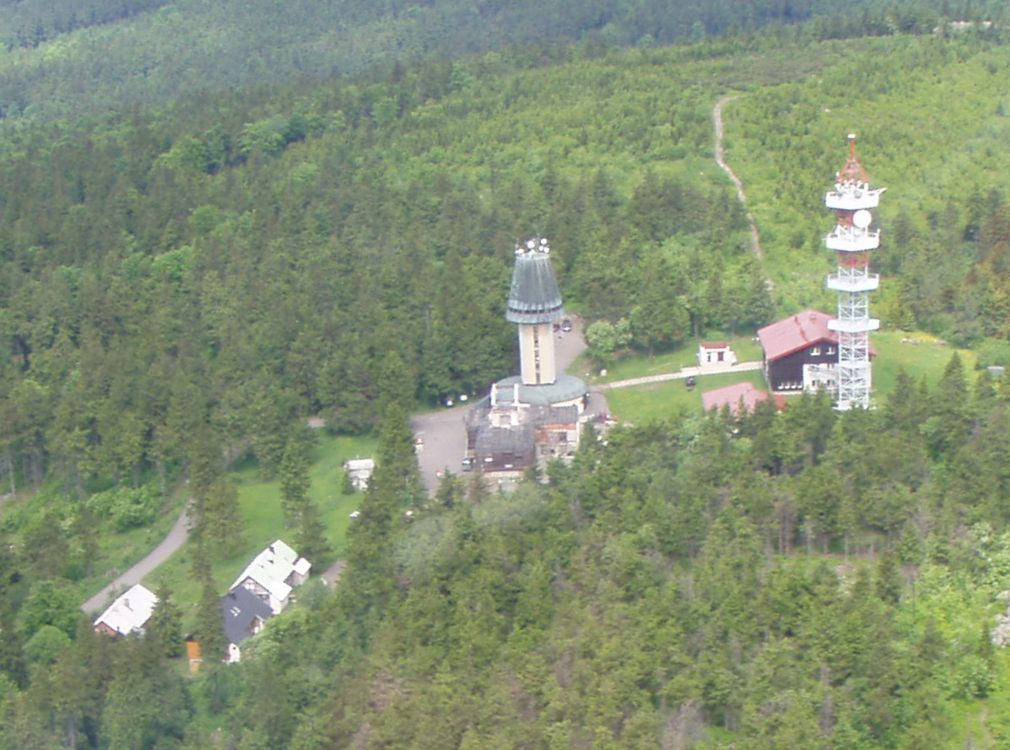
Gipfelbereich (2009)

Der Suchý vrch (deutsch Dürrer Berg) ist ein zweigipfeliger Berg im Linsdorfer Wald (Bukovohorska Hornatina), eines Teils des Adlergebirges.

## Position
Der Dürre Berg und der Linsdorfer Wald befinden sich am südöstlichen Ende des Adlergebirges. Der Dürre Berg liegt etwa 6 km südwestlich der Stadt Králíky (Grulich) und ca. 7 km nordöstlich der Stadt Jablonné nad Orlicí (Gabel). Der Dürre Berg bildet mit seinem etwas höheren Gipfel Schwarzeberg und dem etwas niedrigeren Gipfel Bradlo (Breiter Stein), die durch einen flachen Sattel getrennt sind, eine markante Doppelspitze. Der Schwarzeberg markiert einen Eckpunkt der historischen böhmisch-mährischen Grenze und befindet sich nahe der historischen deutsch-tschechischen Sprachgrenze westlich von Těchonín (Linsdorf) und Orlička (Worlitschka).

## Hydrologie
Der Dürre Berg liegt auf der wichtigsten europäischen Wasserscheide zwischen Nordsee und Schwarzem Meer. Der Südosthang wird durch Zuflüsse der Březná (Friese) entwässert, die über die Moravská Sázava (Mährische Sasau) und die March in die Donau fließen, die anderen Hänge werden durch Zuflüsse der Stillen Adler in die Nordsee entwässert. Die Bäche sind: nach Westen der Jamnenský potok (Jamneyer Bach), nach Süden der Orličský potok, der über die Dürre Bergflur fließt, und nach Osten der Bokovické potok (Ullersdorfer Bach) und der Černovodský potok (Rothwasserbach).

## Zugang
Vom Parkplatz am Rothwassersattel (Červenovodské sedlo), über den Landstraße I/11 führt, führt eine grüne Markierung Nr. 1411 über den Mitterberg (Prostřední vrch) und die Kreuzung Hvězda auf den Schwarzeberg. Von Gabel und Worlitschka führt der Jiráskova cesta (Markierung roter Balken) zur Kreuzung Hvězda, ebenso blaue Markierung von Rothwasser (Červená Voda).

## Gipfelbereich
Direkt an der Spitze befinden sich eine Radiostation und eine Berghütte (Kramářova chata na Suchém vrchu) und der Aussichtsturm Suchý vrch. Eine weitere militärische Radiostation befindet sich im Sattel oberhalb der Hütte. Die heutige Hütte wurde 1928 errichtet und ab 2010 mit EU-Förderung renoviert.